# Eduardo Señorans
Eduardo Argentino Señorans (27 de mayo de 1910, General San Martín - 18 de septiembre de 1993, Ciudad de Buenos Aires), militar argentino que alcanzó el rango de general de brigada.

## Biografía
Señorans fue partícipe activo del golpe de Estado de septiembre de 1955.
Tras la renuncia del secretario de Defensa Nacional y secretario de Guerra interino José Luis Cantilo (hijo), el presidente de facto José María Guido designó a Señorans en el cargo de secretario de Guerra el 10 de agosto de 1962. Sin embargo, el comandante en jefe del Ejército Carlos Toranzo Montero desconoció su autoridad, y el secretario presentó su renuncia formal al día siguiente. Guido aceptó la renuncia y designó a José Octavio Cornejo Saravia.
Tras el inicio de la dictadura autodenominada «Revolución Argentina» en 1966, Juan Carlos Onganía nombró a Señorans en el cargo de jefe de la Secretaría de Inteligencia del Estado. Señorans, junto al jefe de la Policía Federal Mario Fonseca, ideó el plan represivo que dio como resultado la Noche de los Bastones Largos.